# Franz Moser-Schär
Franz Moser-Schär (* 18. Oktober 1872 in Hitzkirch; † 12. Mai 1935 ebenda) war ein Schweizer Landwirt, katholisch-konservativer Nationalrat und landwirtschaftlicher Verbandspolitiker; von 1930 bis 1935 Präsident des Schweizerischen Bauernverbandes (SBV).

## Biografie
Der katholisch-konservative Bauernpolitiker Moser stammte aus einer politisch führenden Familie des Luzerner Seetals. Nach der obligatorischen Schulzeit und einem Jahr Lehrerseminar machte der Landwirt eine rasche Politkarriere: Von 1896 bis 1919 war er Gemeindeammann und ab 1908 gleichzeitig Gemeindepräsident in Hitzkirch. Von 1916 bis 1935 sass er als Vertreter der katholisch-konservativen Volkspartei im Luzerner Kantonsparlament (Grosser Rat). Bei den Parlamentswahlen 1911 wurde er als Nationalrat in das nationale Parlament gewählt, wo er bis zu seinem Tod verblieb.
Einen Namen machte sich Moser als Bauernpolitiker und „Bauernführer“: So präsidierte er von 1930 bis 1935 den Schweizerischen Bauernverband. Er wirkte auch als landwirtschaftlicher Berater der beiden Bundesräte Edmund Schulthess und Rudolf Minger.
Neben der Politik engagierte sich Moser in der landwirtschaftlichen Genossenschaftsbewegung, u. a. als Vorstandsmitglied des Verbandes landwirtschaftlicher Genossenschaften der Zentralschweiz (1896–1935), als Präsident des Verbandes der Zentralschweizer Milchverwertungsgenossenschaften (1905–35) oder als Gründer der Luzerner Obstverwertungsgenossenschaft in Hitzkirch (1902).
Wegen der Ämterkumulation konnte Moser kaum mehr selber als Landwirt tätig sein. Sein Hof wurde von Frau und Sohn mit Knechten geführt. Insgesamt hatte er acht Söhne.

## Werke
- Festrede an der Schlachtfeier in Sempach vom 8. Juli 1912, Luzern 1912.
- Die Rhaetica und unser täglich Brot, Luzern 1926.